# Берёзовка (Червенский район)
Берёзовка (бел. Бярозаўка) — деревня в Червенском районе Минской области Беларуси. Входит в состав Руднянского сельсовета.

## Географическое положение
Расположена в 16 километрах к северу от Червеня, в 65 км от Минска, в 29 км от железнодорожной станции Смолевичи линии Минск—Орша.

## История
Во второй половине XIX века к северо-востоку от территории современной деревни на территории Гребёнской волости Игуменского уезда Минской губернии располагался господский двор Дрехча. Согласно переписи населения Российской империи 1897 года, имение в 1 двор, где проживал 41 человек. На 1908 год насчитывалось 66 жителей. На 1917 год население имения составило 102 жителя (54 мужчины и 48 женщин), в том числе 80 белорусов и 22 поляка. С установлением советской власти на территории бывшего имения был организован колхоз Дрехча, как минимум в начале 1920-х существовала и собственно деревня Берёзовка. 20 августа 1924 года деревня вошла в состав вновь образованного Домовицкого сельсовета Червенского района Минского округа (с 20 февраля 1938 — Минской области). Согласно переписи населения СССР 1926 года здесь было 16 дворов, где проживали 85 человек. Во время Великой Отечественной войны деревня была оккупирована немецко-фашистскими захватчиками в конце июня 1941 года. В лесах в районе деревни действовали партизаны бригад «Разгром» и имени Щорса. 7 жителей деревни не вернулись с фронта. Освобождена в начале июля 1944 года. 25 июля 1959 года в связи с упразднением Домовицкого сельсовета передана в Руднянский сельсовет. На 1960 год население деревни составило 95 человек. В 1980-е годы она относилась к экспериментальной базе «Новые Зеленки». На 1997 год здесь было 13 домов и 21 житель. На 2013 год 6 круглогодично жилых домов, 6 постоянных жителей.

## Население
- 1897 — 1 двор, 41 житель
- 1908 — 1 двор, 66 жителей
- 1917 — 1 двор, 102 жителя
- 1926 — 16 дворов, 85 жителей
- 1960 — 95 жителей
- 1997 — 13 дворов, 21 житель
- 2013 — 6 дворов, 6 жителей